# Кевин Карен
Кевин Карен (енгл. Kevin Curren, Дурбан, Јужноафричка Република, 2. март 1958) бивши професионални тенисер.
Био је финалиста два пута на гренд слем турнирима, Аустралијан Опен 1984. и Вимблдон 1985. Освојио је укупно 5 АТП титула у синглу и 26 у дублу. Најбољи пласман на АТП листи је остварио 1985. године када је био пети тенисер света.

## Гренд слем финала

### Вицешампион (2)
| Год  | Турнир                        | Противник     | Резултат                 |
| ---- | ----------------------------- | ------------- | ------------------------ |
| 1984 | Отворено првенство Аустралије | Матс Виландер | 7–6(5), 4–6, 6–7(3), 2–6 |
| 1985 | Вимблдон                      | Борис Бекер   | 3–6, 7–6(4), 6–7(3), 4–6 |